# Борго-Валь-ді-Таро
Борго-Валь-ді-Таро, Борґо-Валь-ді-Таро (італ. Borgo Val di Taro) — муніципалітет в Італії, у регіоні Емілія-Романья,  провінція Парма.
Борго-Валь-ді-Таро розташоване на відстані близько 370 км на північний захід від Рима, 125 км на захід від Болоньї, 60 км на південний захід від Парми.
Населення — 7043 особи (2014).

## Демографія
Населення за роками:

Станом на 1 січня 2023 року в муніципалітеті офіційно проживали 682 іноземці з 44 країн, серед них 173 громадяни країн Євросоюзу та 47 громадян України.

## Уродженці
- Вітторіо Сарделлі (*1918 — †2000) — італійський футболіст, захисник.

## Сусідні муніципалітети
- Альбарето
- Барді
- Берчето
- Комп'яно
- Понтремолі
- Вальмоццола